# (612533) 2002 XV93
2002 XV93, também escrito como 2002 XV93, é um objeto transnetuniano que está localizado no Cinturão de Kuiper, uma região do Sistema Solar. Este objeto é classificado como um plutino, pois, o mesmo está em uma ressonância orbital de 2:3 com o planeta Netuno. Ele possui uma magnitude absoluta de 5,0 e tem um diâmetro estimado de cerca de 549 km. O astrônomo Mike Brown lista este corpo celeste em sua página na internet como um candidato a possível planeta anão.

## Descoberta
2002 XV93 foi descoberto no dia 10 de dezembro de 2002.

## Órbita e rotação
A órbita de 2002 XV93 tem uma excentricidade de 0,127 e possui um semieixo maior de 39,456 UA. O seu periélio leva o mesmo a uma distância de 34,450 UA em relação ao Sol e seu afélio a 44,463 UA.
2002 XV93 está preso em ressonância 2:3 com Netuno, o que significa que, quando ele faz duas voltas em torno do Sol, Netuno faz exatamente três. O período de rotação desse objeto não é conhecido.

## Características físicas
O tamanho de 2002 XV93 foi medido pelo Observatório Espacial Herschel que fez estimativas em torno de 549,2+21.7
−23.0 km.